# Sarliac-sur-l'Isle
Sarliac-sur-l'Isle é uma comuna francesa na região administrativa da Nova Aquitânia, no departamento Dordonha. Estende-se por uma área de 9,61 km². Em 2010 a comuna tinha 1 043 habitantes (densidade: 108,5 hab./km²).